# Caton l'Ancien
Pour les articles homonymes, voir Caton.
Sauf précision contraire, les dates de cet article sont sous-entendues « avant l'ère commune » (AEC), c'est-à-dire « avant Jésus-Christ ».
Marcus Porcius Cato, dit Caton l'Ancien (Cato Maior) ou Caton le Censeur (Cato Censorius) — par opposition à son arrière-petit-fils, Marcus Porcius Cato dit Caton le Jeune ou Caton d'Utique — est un homme politique et écrivain romain né en 234 av. J.-C. dans le municipe de Tusculum et mort en 149 av. J.-C. à Rome.
Caton provient d'une ancienne famille plébéienne qui s'est distinguée par des services militaires remarquables, mais non dans l'exercice de magistratures à Rome. Il est élevé à la manière de ses ancêtres latins et formé à l'agriculture. Il attire l'attention de Lucius Valerius Flaccus, qui l'emmène à Rome et qui, grâce à son influence, lui fait franchir les diverses étapes du cursus honorum : tribun en 214 av. J.-C, questeur en 204 av. J.-C., préteur en 198 av. J.-C., consul en 195 av. J.-C. avec son ancien patron, puis censeur en 184 av. J.-C.
Militaire, il combat les Carthaginois pendant la deuxième guerre punique, de 217 à 207  av. J.-C., et participe à la bataille décisive du Métaure où meurt Hasdrubal. Proconsul de l'Hispanie citérieure, il dirige ses troupes avec habileté et dynamisme pour subjuguer les insurgés espagnols avec dureté. En 191 av. J.-C., il intervient comme tribun militaire dans la campagne de Grèce contre l'empire séleucide d'Antiochos III Mégas et participe de façon décisive à la bataille des Thermopyles, qui marque l'arrêt des incursions séleucides.
Censeur, Caton se distingue par sa défense conservatrice des traditions romaines, en opposition au luxe du courant hellénistique. Il s'oppose aussi à Scipion l'Africain. Comme sénateur, il est le principal promoteur de la guerre contre Carthage.
On considère Caton comme le premier prosateur latin d'importance et il est le premier auteur d'une histoire complète de l'Italie en latin. Son traité agricole, De agri cultura (De l'agriculture), est son seul ouvrage qui nous soit parvenu en entier.

## Origines

### Gens Porcia
Caton l'Ancien naît à Tusculum, municipe du Latium, où sa famille habite depuis des générations et où Cicéron aura une villa. Son père a acquis la réputation d'un soldat valeureux, son bisaïeul a reçu une récompense de l'État pour avoir tué cinq soldats à cheval dans une bataille. Nonobstant cela, les membres de la gens Porcia n'ont encore jamais exercé une magistrature romaine. Quand Caton commence sa carrière politique dans la capitale, il est un homo novus ; son sentiment de se trouver dans une position injuste et la conviction de sa supériorité sur ses opposants politiques contribuent à stimuler son ambition. De ses débuts en politique jusqu'à sa mort, on le tient non seulement pour le chef de sa famille, mais aussi pour le fondateur de la gens Porcia.

### Cognomen de Caton
Les mâles des trois générations précédant la naissance de Caton ont reçu le nom de Marcus Porcius, et selon Plutarque, Marcus Porcius Caton porte au début le cognomen de « Priscus » ; il va toutefois adopter le cognomen de « Caton » (« Cato »), qui indique une sagesse pratique unie à une sagacité politique naturelle et à l'habitude de gérer les affaires civiles et administratives. Cependant, il est probable que l'épithète la plus courante de Caton fut celle de « Priscus », qu'on utilisa pour le distinguer de ses successeurs jusqu'à l'ascension de Caton d'Utique, car aucun document n'indique quand l'homme utilisa le surnom de Caton pour la première fois. Il se peut aussi qu'on lui ait donné ce surnom dans son enfance pour le distinguer. Les qualités exprimées implicitement par ce cognomen étaient résumées dans l'ancien titre de « Sapiens » (Sage), qu'on lui donnera dans sa vieillesse et dont Cicéron dit qu'il est devenu son cognomen « officiel ». Homme de grande éloquence dans ses discours et d'un grand style oratoire,, ses surnoms de Caton l'Ancien et Caton le Censeur sont devenus de nos jours les plus courants. Il assuma la censure avec un talent extraordinaire et fut le seul Caton à avoir occupé cette charge.

### Année de naissance
Pour déterminer la date de naissance de Caton l'Ancien, il faut examiner les documents qui parlent de l'âge qu'il avait à sa mort, qu'on sait avec certitude être survenue en 149. Selon les écrits de Cicéron, Caton est né en 234  av. J.C, l'année précédant le consulat de Quintus Fabius Maximus Verrucosus dit Cunctator, et mort à l'âge de 85 ans pendant le consultat de Lucius Marcius Censorinus, qui commença le siège de Carthage, et de Manius Manilius. Pline l'Ancien est d'accord avec Cicéron malgré la tendance marquée des historiens classiques à majorer l'âge de Caton. Selon Valère Maxime, Caton a atteint 86 ans, alors que Tite-Live et Plutarque soutiennent qu'il est mort à l'âge de 90 ans. Plutarque se contredit toutefois en mentionnant dans son ouvrage une phrase qu'il attribue à Caton : le censeur aurait dit qu'il participa à sa première campagne à 17 ans, lorsque le commandant carthaginois Hanníbal entra en Italie à la tête d'une armée. Plutarque ne fait toutefois pas observer que sa source principale, Tite-Live, se trompait en situant le 17e anniversaire de Caton à l'an 222  av. J.C., année où Hannibal n'était pas en Italie. On a établi que le calcul de Cicéron était le bon, étant donné que le 17e anniversaire de Caton tombe ainsi à l'époque de la deuxième guerre punique.

## Biographie

### Jeunesse

#### Deuxième guerre punique

Scène de la deuxième guerre punique.

Caton est encore très jeune quand son père meurt en lui laissant un petit héritage consistant dans quelques propriétés sur le territoire de la Sabine, à peu de distance de son village natal. Caton y passe la majeure partie de son enfance à former son corps par des exercices exigeants, à superviser et à diriger les travaux agricoles sur ses propriétés, à apprendre comment il doit mener ses affaires et à étudier les règles relatives à l'agriculture rurale. Près de ses terres, il y a une modeste cabane où Manius Curius Dentatus, dont tous les Romains se rappellent les prouesses dans l'armée romaine et le caractère dur et moraliste, a habité après avoir obtenu trois fois les honneurs du triomphe. Dentatus est très admiré dans le voisinage, et ses prouesses inspirent Caton, qui décide de tenter d'imiter son caractère et d'atteindre la gloire en partant combattre les Carthaginois lors de la deuxième guerre punique en l'an 217 Les sources tant antiques que modernes divergent beaucoup sur le début du service militaire de Caton. En 214, Caton sert à Capoue, et l'historien Wilhelm Drumann avance la thèse que Caton était un simple tribun militaire à l'âge de 20 ans. Quintus Fabius Maximus, qui assure le commandement à Capoue pendant son quatrième consulat, ne tarde pas à voir la valeur de Caton et noue une amitié intime avec lui. Bien qu'il ne cesse de lui dire qu'il estime sa grande expérience militaire, il préfère ne pas lui révéler ses réelles capacités politiques afin de garder ce jeune homme précieux à ses côtés. Lors du siège de Tarente (en) en 209, Caton lutte de nouveau près de Fabius et, deux ans plus tard, en 207, fait partie d'un groupe sélect qui accompagne le consul Caius Claudius Nero depuis la Lucanie jusqu'au nord de la pénínsule afin de freiner l'avance de Hasdrubal Barca. Les écrits antiques indiquent que Caton a contribué à la victoire décisive des Romains à la bataille du Métaure, où meurt Hasdrubal. La nouvelle de la mort de Hasdrubal arrive à son frère d'une manière brutale : les Romains lancent la tête de Hasdrubal par-dessus les fortifications du campement du Carthaginois.

#### Période de paix
Entre les diverses campagnes, Caton retourne à sa ferme de la Sabine, où il montre souvent son austérité, se vêtant et se comportant comme ses esclaves. Ses voisins l'apprécient pour sa jeunesse, son mode de vie et son éloquence concise et vieillie et le choisissent d'habitude pour arbitrer les différends entre voisins ou les représenter devant l'État, tâches qu'il est toujours bien disposé à accomplir, étant très actif.
Par suite de ces activités, la capacité oratoire de Caton s'améliore : le jeune paysan acquiert une confiance en lui-même, apprend les façons dont les nobles parlementent, commence l'étude des lois et applique les principes de justice qu'il a acquis lors des différends entre voisins pour analyser la diversité et le comportement humains.

#### Morale romaine
Aux alentours de la ferme de Caton se trouvent les terres de Lucius Valerius Flaccus, jeune noble appartenant à une famille patricienne très influente. Dans la société romaine, on assiste à une transition des valeurs traditionnelles de la vie rurale, implantée depuis longtemps dans le Latium (et, en général, dans toute l'Italie), à des valeurs plus somptueuses provenant des civilisations hellénique et orientale. La magistrature politique suprême à Rome, le consulat, est restée aux mains d'un petit nombre de familles aristocratiques immensément riches. Ces patriciens, bien que célèbres pour leur corruptibilité, sont aussi populaires parmi les Romains grâce à leur générosité, à leurs manières élégantes, à leur éloquence raffinée, à leurs connaissances artistiques et littéraires et, surtout, à la renommée de leurs ancêtres. Les nobles les moins favorisés réagissent en prenant la tête d'une faction du Sénat qui défend le retour aux valeurs traditionnelles héritées des Sabins, symbole de résistance et de robustesse. Flaccus, qui fait partie de cette faction conservatrice, ne peut ignorer l'énergie et la morale de Caton, son austérité et son mode de vie, auxquels s'ajoutent son éloquence et son expérience militaire. Les chefs de la faction sénatoriale qui font la promotion de la transition au modèle de vie oriental sont la famille Scipion, à la tête de laquelle est Scipion l'Africain, Marcus Claudius Marcellus et Titus Quinctius Flamininus ; la faction conservatrice est dirigée par Flaccus, Quintus Fabius Maximus, Caton et ses alliés.

#### Voie politique
Flaccus est un politique qui attend l'émergence de jeunes de valeur qui puissent appuyer sa faction et, séduit par l'esprit guerrier et l'éloquence de Caton, voit en lui un candidat possible. Il sait que les vertus de courage et de don de persuasion que Caton possède sont très appréciées à Rome et que la seule façon dont ce dernier peut accéder à de hautes magistratures est de se distinguer au Forum romain. C'est pourquoi Flaccus propose au jeune paysan de caresser des ambitions politiques et le conseille autant qu'il le peut. Il l'invite à sa résidence de Rome et lui confirme son soutien politique, ce qui permet au jeune homme de commencer à se faire remarquer par les auditeurs du Forum et à devenir ainsi un candidat plus que sérieux à une magistrature.

### Début de sa carrière militaire et politique

#### Questeur
En 205, Caton est élu questeur, et l'année suivante (en 204), il commence à remplir les devoirs de sa charge aux côtés de Scipion l'Africain en Sicile. Quand Scipion obtient du Sénat, malgré une forte opposition, que ses troupes partent de l'île pour l'Afrique du Nord, Caton et Caius Laelius sont désignés pour escorter les bateaux de transport. Les relations entre Caton et Scipion sont tendues, et il n'y a pas de collaboration entre le proconsul et le questeur puisqu'au moment où Scipion a demandé au Sénat l'autorisation de mener ses troupes en Afrique pour attaquer l'ennemi carthaginois sur son propre territoire, Quintus Fabius Maximus Verrucosus s'est opposé à cette requête, et Caton, dont la nomination visait à surveiller le comportement de Scipion, partage le point de vue de son ancien commandant.

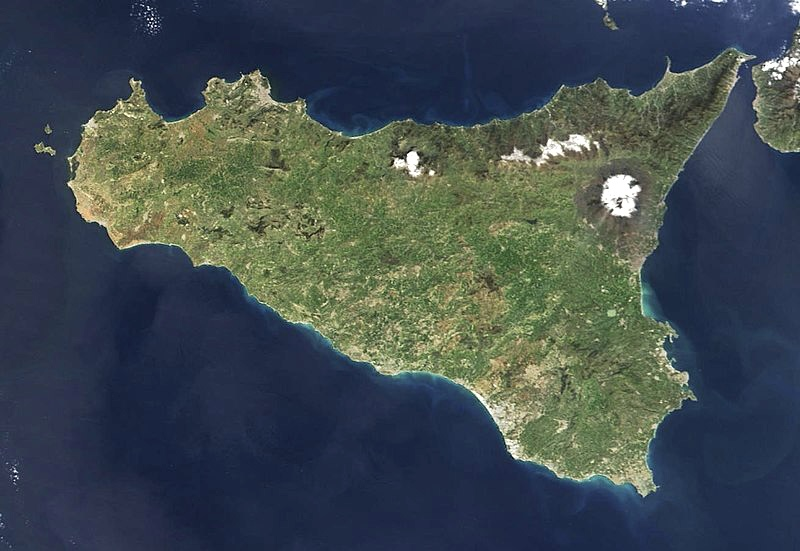
Sicile, province proconsulaire de Scipion l'Africain.

Selon Plutarque, le relâchement de la discipline dans les troupes de Scipion et les frais considérables engagés provoquent la colère de l'austère Caton, à qui Scipion répond qu'il compte les victoires plutôt que l'argent. Après discussion, Caton donne sa démission et retourne au Sénat, dénoncer les dépenses exorbitantes de Scipion. Après cette pétition, secondée par Fabius Maximus, le Sénat envoie une délégation pour enquêter. Ses membres ne trouvent aucune preuve de gaspillage financier. Tite-Live diverge toutefois de Plutarque : il affirme que les plaintes de Caton étaient motivées par son incompatibilité de caractère avec son commandant. Selon Tite-Live, la délégation fut envoyée pour traiter les plaintes des Locriens, qui avaient été opprimés sous le commandement de l'un des légats de Scipion, Quintus Pleminius. Tite-Live ne dit rien de la possibilité d'une ingérence de Caton dans cette affaire, bien qu'il mentionne l'amertume avec laquelle le jeune questeur se plaignit à son allié Fabius Maximus que Scipion avait corrompu la discipline militaire et quitté la Sicile pour marcher illégalement sur Locres.
L'auteur de la courte biographie de Caton généralement attribuée à Cornélius Népos, affirme qu'à son retour d'Afrique, Caton fit une halte en Sardaigne et embarqua le poète Ennius. Cependant, il est plus probable que la première rencontre entre le poète latin et le sénateur eut lieu lorsque celui-ci fut préteur de Sardaigne.

#### Édile et préteur

Sardaigne, province du préteur Caton.

En 199, Caton est élu édile curule et, avec son collègue Helvius, restaure les jeux plébéiens et consent à la célébration d'un banquet en l'honneur de Jupiter. Il est élu préteur en 198 et se voit affecter comme province l'île de Sardaigne, où il part à la tête d'une force de 3 000 soldats d'infanterie et de 200 soldats de cavalerie. Il réduit le coût des opérations navales, marche à travers sa province en compagnie d'un seul assistant et fait ressortir le fort contraste entre son mode de vie austère et la somptuosité dans laquelle vivent les magistrats provinciaux de rang ordinaire. Les rites religieux se célèbrent avec des frais raisonnables, la justice s'administre avec une impartialité raisonnable, l'usure est poursuivie avec une grande sévérité, et l'on exile ceux qui la pratiquent. La Sardaigne est longtemps restée calme, mais si l'on en croit la version improbable et dépourvue de sources d'Aurelius Victor, Caton mate une rébellion pendant son mandat.

### Consulat

#### Loi Oppia
En 195, Caton est élu consul avec son ancien ami et patron, Lucius Valerius Flaccus, qui le fiance à Licinia, que Caton épouse à 39 ans. Pendant le consulat de Caton et de Flaccus, un grand différend juridique met en évidence les idéaux conservateurs enracinés du consul. En 215, au moment le plus grave de la deuxième guerre punique, le tribun de la plèbe Caius Oppius a fait adopter la loi Oppia. Elle vise à limiter le luxe des femmes par un ensemble d'interdictions, dont celles de porter sur elles plus d'une demi-once d'or, de porter des vêtements versicolores et de circuler dans des voitures conduites par deux chevaux à Rome, dans les autres villes fortifiées ou à moins de mille pas de ces villes, sauf pour assister aux cérémonies religieuses. Hanníbal vaincu et la République romaine redevenue prospère grâce à la saisie des trésors carthaginois, il n'est plus nécessaire de continuer d'appliquer cette loi. Par conséquent, les tribuns Marcus Fundanius et Lucius Valérius tentent d'obtenir l'abrogation de la loi, mais se heurtent à l'opposition de leurs collègues Marcus Junius Brutus et Titus Junius Brutus. Ce différend législatif éveille plus d'intérêt que les affaires administratives et d'État, qui passent au second plan. Les femmes d'âge moyen se réunissent dans les environs du Forum, interceptent leurs maris et les supplient de rétablir les droits de la femme romaine. Les matrones romaines demandent l'abrogation de la loi aux préteurs, aux consuls et aux consulaires et pressent tant le Sénat que Flaccus commence à douter, mais Caton prononce un discours inflexible que Tite-Live a résumé. Mais à la fin, les femmes obtiennent ce qu'elles veulent : las de leur persistance, les tribuns opposés à l'abrogation retirent leur veto, et la loi détestée est abrogée par toutes les tribus. Pour célébrer leur victoire, les femmes défilent en procession dans les rues de la capitale en arborant les bijoux et les vêtements les plus luxueux possible, devenus enfin légaux.
Caton entreprend alors d’organiser une expédition en Hispanie citérieure, province qui lui a été attribuée au début de son consulat.

#### Hispanie citérieure
La campagne de Caton en péninsule Ibérique est à la fois bien connue et floue dans son déroulement chronologique et géographique. On peut cependant retenir qu’elle commence au printemps et se clôt à l’hiver de 195. Tite-Live fournit le récit le plus détaillé, probablement inspiré du récit de Caton lui-même, qui ne nous est pas parvenu. Mais on peut également se référer à Plutarque et Appien. Les autres sources font davantage référence à des points précis de la campagne.
Caton est envoyé en Hispanie pour y régler le problème d’une révolte initiée en 197. Après avoir chassé une garnison espagnole à Rhodè, il fait débarquer sa flotte à Emporiae, où il prend le temps d’analyser la situation et engage une bataille décisive qu’il remporte. Ayant obtenu la soumission des peuples alentour grâce à cette démonstration de force, il en profite pour faire démanteler les murailles de toutes les villes en deçà de l’Èbre. Ce résultat, obtenu par à la ruse, a fait l’objet de nombreuses réécritures chez les auteurs anciens. Puis il part en Turdétanie afin d’aider ses collègues en difficulté plus au sud. Après des escarmouches et des tentatives de négociation avec les Celtibères, il paie la solde de l’armée et rentre en repassant par le nord de la péninsule. Là, entouré d’une faible escorte et d’auxiliaires espagnols fraîchement recrutés, il continue de soumettre certaines populations de l’Èbre, parfois au prix d’une certaine fermeté comme pour les Bergistans, par deux fois révoltés. Il en profite également pour renforcer l’organisation de la province et Tite-Live évoque la mise en place d’un impôt sur les riches mines d’Hispanie.
La campagne de 195 n’échappe pas à l’évocation de traits de personnalité de Caton l’Ancien. Il y apparaît comme faisant preuve d’une grande austérité dans son comportement et ses dépenses. Il s’occupe de tout, jusqu’aux détails concernant le moindre de ses soldats. On le présente comme un bon commandant militaire tant du point de vue de la stratégie que de la tactique, ou de son courage personnel, toutes choses qui contribuent à la constitution du « mythe » de Caton. Cette image élogieuse est certainement héritée en partie des écrits de Caton lui-même. 

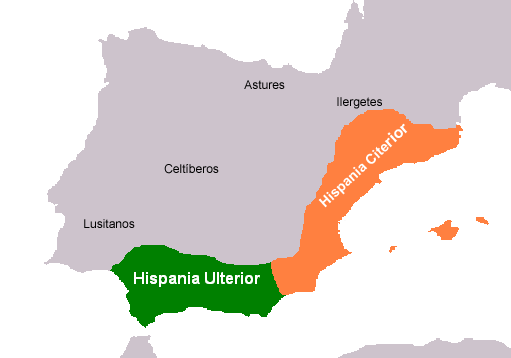
Division de l'Hispanie en provinces à l'époque de Caton.

#### Triomphe
Pour ses succès, Caton obtient trois jours de prières publiques. De retour à Rome, le Sénat lui accorde le triomphe, qu’il célèbre en 194. Le consul y exhibe une quantité extraordinaire d'or, d'argent et de laiton. Lors de la distribution du butin, Caton se montre libéral envers ses soldats.
En 193, il fait construire sur le mont Palatin un petit temple en l’honneur de la Victoire vierge (l’aedicula Victoriae Virginis) par suite du vœu effectué deux ans plus tôt durant sa campagne. C’est probablement l’image de la statue de cette déesse qui figure sur les pièces de monnaie que ses descendants font frapper au Ier siècle av. J.-C.
Par la suite, Caton est l’objet d’un procès. Les sources ayant subsisté ne permettent pas de connaître les détails de l'action ; il se peut que l’on ait reproché à Caton certains aspects de ses agissements lors de cette campagne.

#### Fin du consulat
Il semble que le retour de Caton eut lieu plus tôt que prévu parce que son adversaire politique, Scipion l'Africain, consul cette année-là, désirait lui ravir sa province. Les historiens Cornélius Népos et Plutarque divergent sur le point suivant : le premier affirme que Scipion ne réussit pas à obtenir la province méditerranéenne et, en colère, refusa de quitter la capitale de la République jusqu'à la fin de son consulat. Plutarque affirme que Scipion obtint bien la province de son rival, mais non l'adoption d'une motion de censure contre ce dernier, et resta à Rome durant son proconsulat en réponse à ses opposants. Les écrits recueillis par Tite-Live indiquent que Sextus Digitius fut nommé gouverneur de l'Hispanie citérieure. Il est probable que Plutarque se soit trompé sur ce point parce que, la même année, Publius Cornelius Scipio Nasica fut nommé gouverneur de l'Hispanie ultérieure.

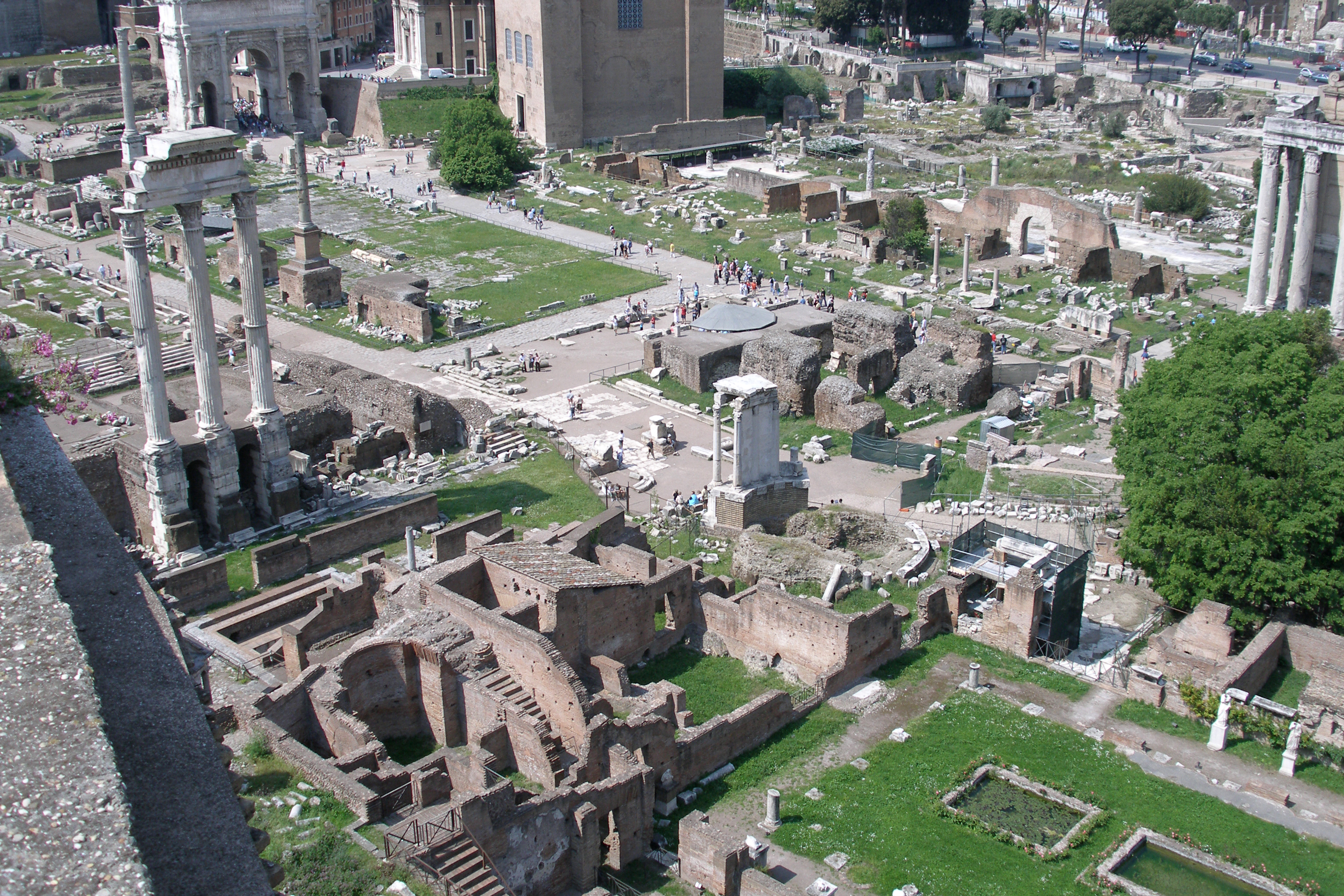
Forum romain.

Il semble que Caton ait tenté sans succès de démontrer par son éloquence l'exactitude des comptes financiers de la province pour contrecarrer les attaques dont il avait été la cible pendant son consultat. Des fragments de certains de ses discours témoignent de la force de ses arguments.
Plutarque affirme qu'après son consultat, Caton accompagna Tiberius Sempronius Longus en Thrace en qualité de légat, mais ce semble être une erreur puisqu'en 193, on désigna Sempronius Longus comme le gouverneur de la province de Gaule cisalpine (située dans la plaine du Pô dans le nord de l'Italie). La même année, Caton finance la construction d'un petit temple en l'honneur de la Victoire Vierge après l'avoir promis deux ans plus tôt : il semble donc très peu probable que Caton ait rempli les fonctions de légat en Macédoine.

### Fin de la carrière militaire

#### Bataille des Thermopyles

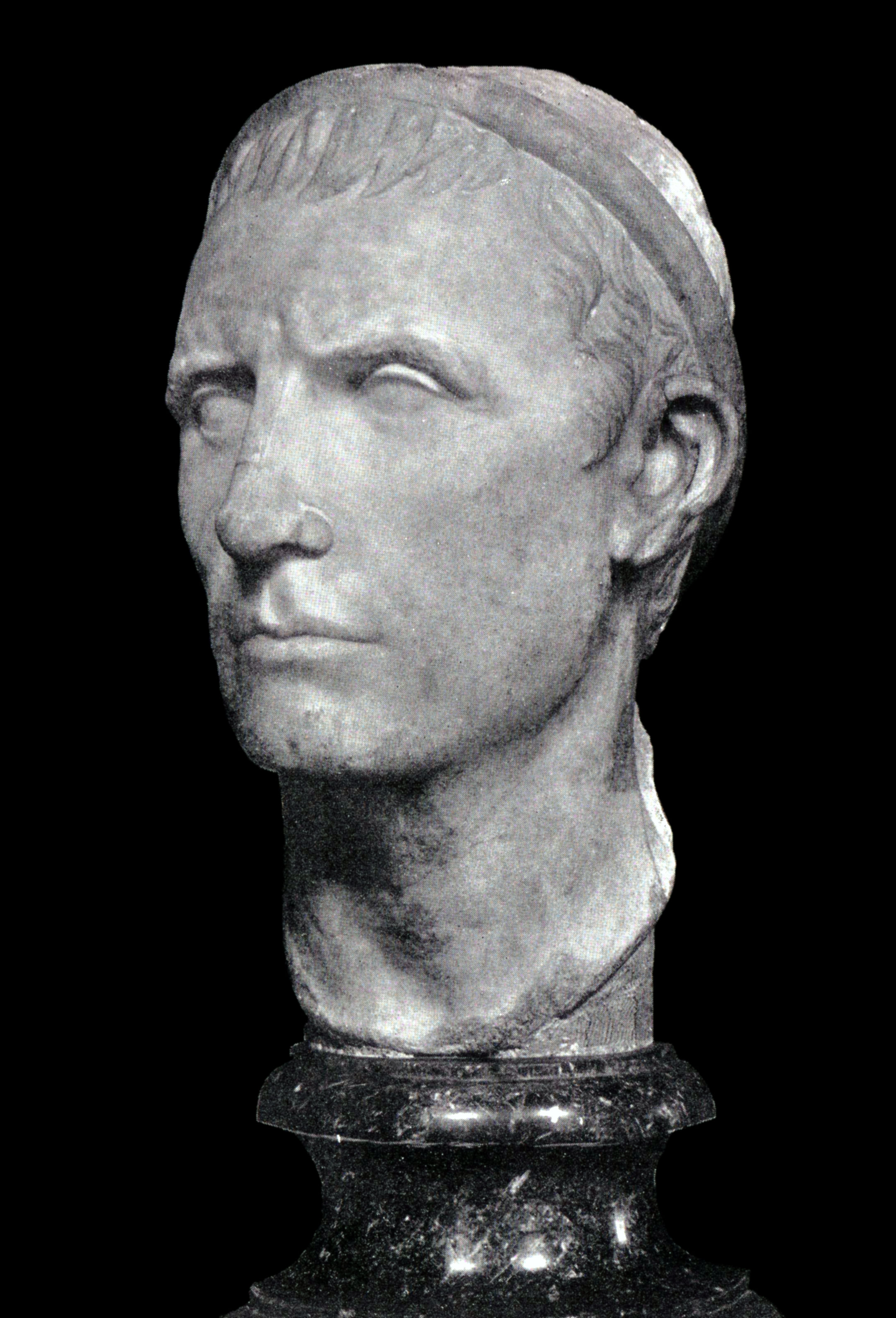
Buste d'Antiochos III (musée du Louvre).

Bien que Caton ne soit plus jeune, sa carrière militaire n'est pas encore terminée. En 191, il est nommé tribun militaire du consul Manius Acilius Glabrio, qui est envoyé en Grèce pour s'opposer au roi de l'empire séleucide, Antiochos III Mégas.
Dans la bataille décisive des Thermopyles (à ne pas confondre avec la bataille homonyme livrée pendant les guerres médiques), qui marque le début de la défaite finale d'Antiochos, Caton montre son courage. Lors d'une incursion en territoire ennemi, l'armée romaine élimine ses ennemis de la ligue étolienne postés au sommet du mont Œta, puis les légions dévalent le mont à grande vitesse, sèment une grande terreur dans le campement ennemi et forcent l'armée séleucide à se retirer de la Grèce. Après cette manœuvre audacieuse, Caton est bien considéré par ses troupes, qui lui attribuent tout le mérite de la victoire. À la suite de la poursuite d'Antiochos et de la pacification du territoire grec, le consul Glabrio envoie Caton à Rome pour l'informer de la victoire. Il parcourt le trajet si vite qu'il arrive dans la capitale avant Scipion l'Asiatique, pourtant parti avant lui.

#### Visite à Athènes
Selon les écrits de Plutarque, pendant la campagne en Grèce sous le commandement de Glabrio, après la bataille des Thermopyles, on envoie Caton protéger les territoires de Corinthe, de Patras et d'Aigion afin que leurs habitants ne passent pas du côté d'Antíochos. C'est alors que Caton visite Athènes pour empêcher que les Athéniens n'écoutent les propositions du roi séleucide et qu'il adresse un discours en latin à la population de la capitale grecque. Caton avait  probablement des notions de grec puisque, selon Plutarque, il étudia cette langue dans sa jeunesse à Tarente, où il noua une grande amitié avec le philosophe grec Néarque. Selon Aurelius Victor, il reçut des leçons de grec d'Ennius pendant sa préture en Sardaigne. Il ne cache pourtant pas son dédain pour les mœurs helléniques, mais il est possible qu'il se soit adressé à la population en latin parce qu'en tant que magistrat romain il y était tenu, par souci de la dignité romaine.

### Censeur
Caton est élu censeur en 184 avec son ancien patron Lucius Valerius Flaccus. Soldat jouissant d'une solide réputation, il préfère servir l'État chez lui, scrutant la conduite des candidats aux honneurs publics et celle des généraux sur le champ de bataille. Même s'il ne s'occupe pas lui-même de la poursuite des deux Scipion, l'Africain et l'Asiatique, pour corruption, c'est bien sa volonté qui anime l'attaque politique contre eux. Scipion est absous par acclamation après avoir refusé de se défendre. Malgré cela, le scandale des accusations met fin à la vie publique de l'Africain, qui doit se retirer dans sa villa de Liternum. L'inimitié de Caton à son égard remonte à la campagne d'Afrique, quand il l'affronta pour son gaspillage dans la répartition du butin entre les troupes, ainsi que pour le luxe et l'extravagance dont il faisait montre.
Caton a cependant une tâche encore plus sérieuse lorsqu'il s'oppose à l'expansion de la nouvelle culture hellénique qui menace selon lui la simplicité romaine. Il se considère investi d'une mission de résistance à l'invasion culturelle. Il se montre ferme à cet égard en tant que censeur, raison pour laquelle sa statue[Où ?] portera l'inscription : « À Caton, qui a corrigé les mœurs » et que le surnom « le Censeur », lui reste encore de nos jours. Il révise avec une sévérité inusitée les listes des sénateurs et des chevaliers et expulse de leur ordre social ceux qu'il juge indignes d'en faire partie, que ce soit pour des raisons morales ou pour leur ambition. L'expulsion de Lucius Quinctius Flamininus pour cause de cruauté est un exemple de sa fermeté sans compromis en matière de justice.
Ses ordonnances contre le luxe ostentatoire sont sévères : il impose une taxe élevée sur les vêtements et ornements personnels, notamment féminins, ainsi que sur les jeunes esclaves achetés comme « favoris ». En 181,  il appuie la loi Orchia (selon Meyer, il s'opposa d'abord à son adoption parce qu'il ne la trouvait pas assez sévère, puis la défendit lorsque des gens qui la trouvaient encore trop sévère en demandèrent l'abrogation), limitant le nombre de places dans une hôtellerie, et en 169, promeut la loi Voconia luttant contre toute accumulation excessive de richesses entre les mains d'une femme.
En matière d'urbanisme, il fait réparer les aqueducs et nettoyer les égouts, prévient l'usage privé des eaux publiques, ordonne la démolition des maisons qui rétrécissent la voie publique et fait construire la première basilique Porcia au forum, près de la Curie. Il hausse aussi le montant remis par les publicains au titre des droits de perception d'impôts et diminue en même temps les prix des marchés de travaux publics.

### Dernières années
De son censorat à sa mort à 85 ans, en 149, Caton n'occupe aucune charge publique, mais continue de se distinguer au Sénat en persistant à s'opposer aux idées nouvelles. Tout comme de nombreux autres Romains, il est scandalisé par le caractère licencieux des Bacchanales et exige l'expulsion des philosophes grecs Carnéade, Diogène de Babylone et Critolaos, que les Athéniens ont envoyés en ambassade, à cause de leurs points de vue considéré comme dangereux par les Romains de l'époque.
Caton se défie des médecins, grecs en grande majorité. Il négocie la libération de l'historien Polybe et de ses compagnons prisonniers, demandant avec agacement aux sénateurs s'ils n'ont rien de mieux à faire que de débattre « si quelques Grecs devaient mourir à Rome ou dans leur patrie ». Il se plonge pourtant dans la littérature grecque à 80 ans. Quelques spécialistes[Lesquels ?] de ses écrits estiment qu'il a dû connaître les lettres grecques durant la majeure partie de sa vie.

#### Delenda est Carthago

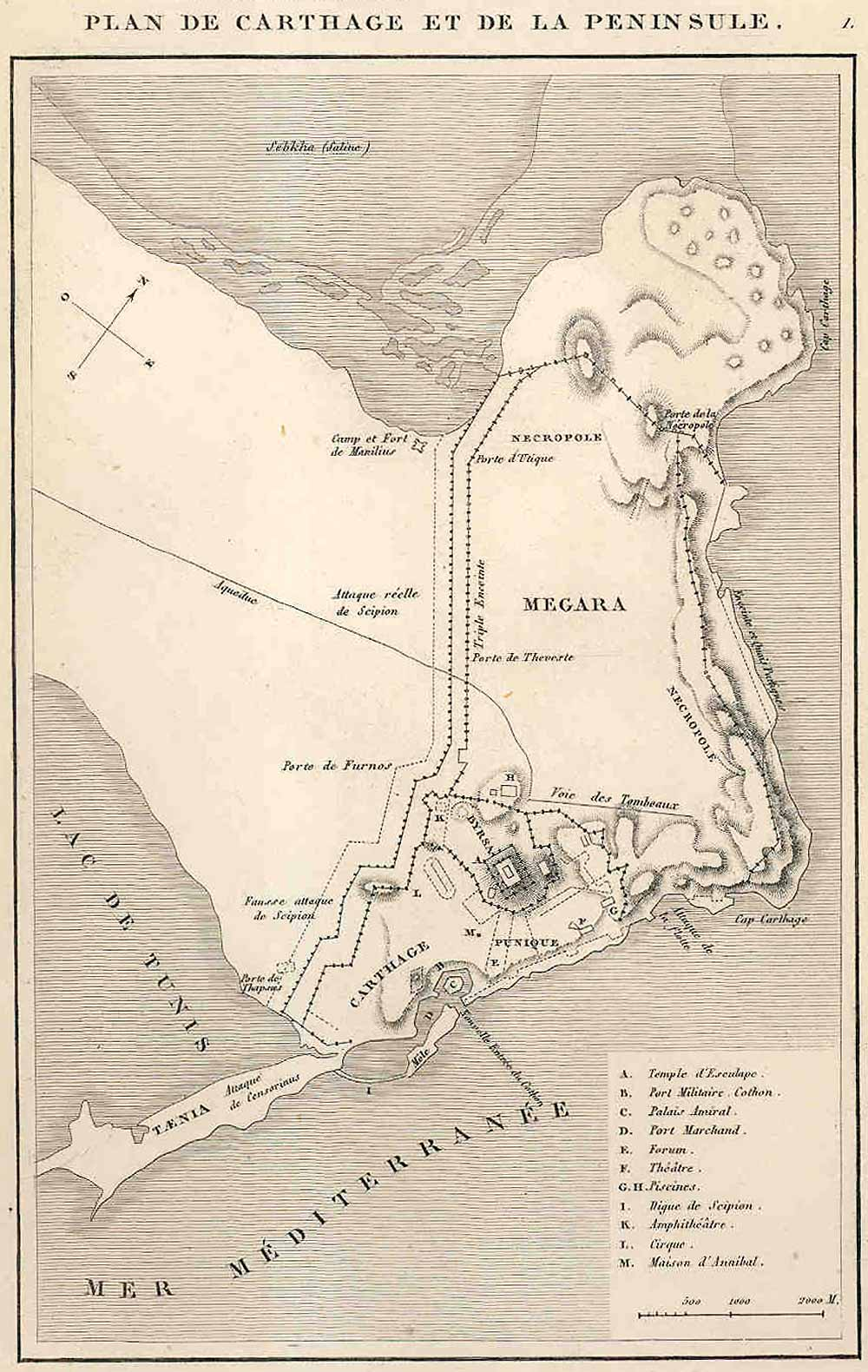
Plan de Carthage.

Sa dernière activité publique consiste à souligner à ses compatriotes la nécessité d'entamer la troisième guerre punique et la destruction de Carthage. En 152, il est l'un des députés envoyés à Carthage pour servir d'arbitres aux Carthaginois et à Massinissa, roi de Numidie. La mission échoue, et les délégués rentrent au pays, mais Caton revient si impressionné par les preuves de la prospérité de Carthage qu'il est persuadé que la sécurité de Rome dépend de l'annihilation de Carthage. À cette époque-là, au Sénat, il termine chacun de ses discours, quel qu'en soit le sujet, par ces mots : « Ceterum censeo Carthaginem esse delendam » (ce qui signifie : « En outre, je suis d'avis qu'il faut détruire Carthage ») ou, plus simplement, « Delenda est Carthago » (litt. « Carthage est à détruire ! »). Cette phrase le rend aussi très célèbre à Rome. Célèbre pour son éloquence et la force de persuasion de ses discours, il parvient à convaincre le Sénat de la nécessité de détruire Carthage en utilisant le fameux argument de la figue, cueillie à Carthage et encore fraîche malgré son voyage jusqu'à Rome, prouvant ainsi que Carthage n'est pas si éloignée que le pensent certains sénateurs (c'est Scipion Émilien, petit-fils de Scipion l'Africain, qui réalisera le vœu de Caton en détruisant Carthage lors de la troisième guerre punique, que cette guerre ait été nécessaire ou non).
Pour Caton, la vie privée relève de la discipline privée et la vie publique de la discipline majoritaire. Il considère le pater familias comme le germe de la famille elle-même, et celle-ci comme le germe de l'État. Gérant son emploi du temps avec rigueur, il accomplit une immense quantité de travail, exige cette même attitude de sa famille et se montre époux dur, père strict et maître sévère, parfois cruel[réf. souhaitée]. L'intérêt qu'il porte à sa famille et celui qu'il montre envers ses esclaves diffèrent peu. Seul son sentiment de responsabilité paternelle l'amène à porter une attention particulière à ses fils, Marcus Porcius Caton Licinianus (en) et Marcus Porcius Caton Salonianus (en).
Rien dans le comportement de Caton ne prête le flanc à la critique de ses compatriotes, qui le voient comme exemple du mode de vie romain idéal. Le passage où Tite-Live décrit le caractère de Caton ne comporte pas l'ombre d'un reproche sur la discipline ferme de sa maison.

## Famille

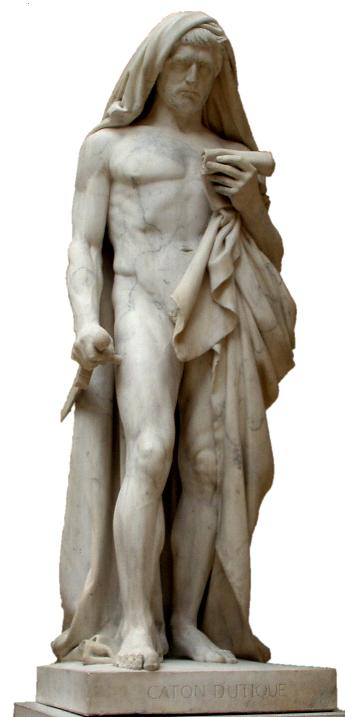
Statue de Caton d'Utique ou de Caton le Jeune (musée du Louvre).

Toute sa vie, Caton conserve l'esprit rural que ses parents lui ont inculqué dès sa tendre enfance. Il se marie avec une aristocrate romaine de la gens Licinia. Il en a un fils unique, Marcus Porcius Cato Licinianus, que l'on appellera ainsi pour le différencier de son demi-frère. Il lui inculque ses valeurs traditionnelles, et ce fils deviendra juriste, politicien et soldat.
À la mort de sa première épouse, Caton déjà d'un âge avancé choisit l'une de ses esclaves d'âge nubile pour seconde épouse. De cette jeune fille d'une nommée Salonia, il aura un fils : Marcus Porcius Cato Salonianus. Le fils aîné de Caton, Cato Licinianus, désapprouvant ce remariage, se brouille avec son père.
L'inimitié entre les deux branches de la famille de Caton persista après la mort de celui-ci. Bien que théoriquement, la branche qui pouvait faire l'histoire par sa puissance économique et son influence politique fût celle des Licinii, ce fut celle des Saloniani qui engendra Caton d'Utique.

## Œuvres

### Écrits de Caton
Caton est célèbre non seulement pour son importance politique et ses actions militaires, mais aussi pour ses écrits. Il fut historien, premier prosateur latin d'importance et premier auteur d'une histoire complète de l'Italie en latin. Quelques historiens pensent que n'eût été l'impact des écrits de Caton, le grec se serait substitué dès cette époque au latin comme langue des lettrés à Rome[réf. incomplète]. Caton est un des rares auteurs du début de la littérature latine pouvant affirmer que le latin était leur langue maternelle.
Son traité De agri cultura ou De Re Rustica (De l'agriculture) est la seule de ses œuvres à avoir survécu dans son intégralité, collection de livres qui réunissent les normes et les règles d'élevage et de gestion des fermes, y compris des anecdotes sur la vie rurale des paysans italiques au IIe siècle av. J.-C. Adopté par beaucoup comme manuel, le De agri cultura fournit des règles pour la direction d'une grande ferme dotée de nombreux esclaves. Caton conseille les fermiers sur l'acquisition de travailleurs pour la récolte d'olives et fournit des techniques de relève esclavagiste qui évitent la fatigue extrême provoquant une baisse de production, affirmant qu'il est nécessaire de vendre les esclaves vieux ou malades. Caton fournit aux fermiers intéressés par son œuvre une série de discours cités par divers auteurs latins.
L'ouvrage probablement le plus important de Caton, Origines (en) (Les Origines), offre en sept livres une vision de l'histoire ancienne des villes italiennes, en particulier Rome, dont il raconte l'histoire depuis sa fondation jusqu'à la préture de Servius Sulpicius Galba, vainqueur de la Lusitanie. Il est perdu, mais divers fragments (135 au total) sont cités par Denys d'Halicarnasse, Aulu-Gelle, Pline l'Ancien et quelques autres auteurs postérieurs.
Durant l'Empire romain, on conserva environ 150 discours politiques de Caton. Il y proclamait son aversion pour ce qu'il considérait être la décadence de la morale romaine et se vengeait verbalement de ses adversaires politiques. En réalité, on ignore même le titre de ces discours, bien qu'on en ait conservé quelque 80 fragments sous le titre Orationes (Discours). Le premier datable est le discours dit « sur l'élection des édiles », écrit en 202. Il y a aussi une série de discours faits à partir de son consulat, suivie d'une rétrospective autojustificative appelée Sur son consulat, qui réunit de nombreux discours prononcés pendant sa censure. On ne sait si Caton a permis à d'autres de lire ou de copier ses discours de son vivant (en d'autres termes, de « les publier »). On ignore aussi si leur diffusion s'est produite aussitôt après sa mort.
De Re Militari est un traité militaire perdu, comparable à De agri cultura.
De lege ad pontifices auguresque spectanti (de la loi sur les prêtres et les augures) est une œuvre dont on connaît seulement un court fragment où il suit certaines sections de son De agri cultura. Presque toutes ses œuvres suivent la même structure et offrent le même style littéraire.
De l'œuvre Praecepta ad Filium (Préceptes à l'intention de son fils)  a survécu l'extrait suivant :

« Je vous parlerai de ces Grecs, mon fils Marcus, en temps et lieu. Je vous marquerai ce que je trouve d'excellent à Athènes, et je démontrerai qu'il est bon de prendre une teinture de leurs lettres, mais non de les approfondir. C'est une race perverse et indocile. Croyez qu'un oracle vous parle quand je vous dis : Toutes les fois que cette nation apportera ses connaissances, elle corrompra tout. Ce sera bien pis si elle nous envoie ses médecins : ils ont juré entre eux de tuer tous les barbares à l'aide de la médecine ; ils exercent cette profession moyennant salaire, pour gagner leur confiance et les perdre facilement. Nous aussi ils nous appellent barbares, et nous flétrissent même plus que les autres, en nous donnant le sobriquet d'Opiques. Une fois pour toutes, je vous interdis les médecins. »

— Cité par Pline l'Ancien, Naturalis Historia (Histoire naturelle), trad. d'É. Littré, livre XXIX, VII. 1.
L'Historia Romana (histoire de Rome) est un ouvrage avec lequel Caton apprit à son fils à lire.
Le Carmen de moribus (poème sur la morale) est un traité de morale apparemment en prose, malgré son titre.
Caton a écrit une collection d'essais dont quelques-uns ont été traduits en grec.
On lui doit aussi des Apophthegmata (apophtegmes).

### Ouvrages apocryphes
Les deux collections de proverbes écrits en hexamètres qui ont survécu jusqu'à nos jours, sous les titres Disticha Catonis (Distiques de Caton) et Monosticha Catonis (monostiques de Caton), remontent probablement au IVe siècle : il est donc impossible qu'elles aient été écrites par le Censeur, même si on les lui a attribuées par le passé. Très utilisées dans l'enseignement médiéval, elles ont été reconnues comme apocryphes par les humanistes à la Renaissance.

## Études sur Caton l'Ancien
Cornélius Népos, entre autres, nous a livré une courte biographie de Caton l'Ancien. Plutarque rédigea également une biographie ; Tite-Live, un remarquable portrait (livre XXXIX, chap. XL).
Dans  Cato Maior de Senectute (Caton l'Ancien ou De la vieillesse), Cicéron fait tenir à Caton des propos pythagoriciens. Celui-ci fut d'ailleurs, en 209, l'hôte du pythagoricien Néarque, dont il écouta l'enseignement.

#### Traductions
- Caton (trad. M. Chassignet), Les Origines : Fragments, Paris, Les Belles Lettres, coll. « Budé », 1986.
- Cicéron (trad. Pierre Wuilleumier), Caton l'Ancien. De la vieillesse, Paris, Les Belles Lettres, 1989 (1re éd. 1940), 139 p. (ISBN 2-251-01035-1)

#### Ouvrages généraux

##### En langue française
- Pierre Grimal, Le Siècle des Scipions : Rome et l'hellénisme au temps des guerres puniques, Paris, Aubier, coll. « historique », 1975, 414 p. (ISBN 2-7007-0001-5)Sur Rome et l'hellénisation au temps des Scipion..
- Clément Bur (éd.) et Michel Humm (éd.), Caton l’Ancien et l’hellénisme. Images, traditions et réception, Paris, De Boccard, coll. « Études d’archéologie et d’histoire ancienne », 2022, 251 p. (ISBN 978-2-7018-0639-6, lire en ligne).
- René Martin, Recherches sur les agronomes latins, Les Belles Lettres, 1971, « IV »..
- Jean-Noël Robert, Caton ou le citoyen, Paris, Les Belles Lettres, 2002.

##### En langues étrangères
- (en) Alan Edgar Astin, Cato the Censor, Oxford, Clarendon Press, 1978.
- (es) Stanley F. Bonner, La educación en la antigua Roma : desde Catón el Viejo a Plinio el joven, Barcelone, Herder, 1984.
- (es) Eugenio Corti, Catón el Viejo, Ediciones Sígueme, 2008 (ISBN 978-84-301-1678-2)
- (en) Andrew Dalby (trad. du latin), Cato : On Farming, Totnes, Prospect Books, 1998, 243 p. (ISBN 0-907325-80-7).
- H. Malcovati, Oratorum romanorum fragmenta liberae rei publicae, Turin, Paravia, 1955.
- (es) José Martinez Gazquez, La campaña de Catón en Hispania, Barcelone, 1992 (1re éd. 1974).
- (es) Felipe Rodríguez Martínez, Misterios de las religiones : Catón el Viejo, el defensor de Roma, Clarendon Press, 2005.
- (en) William Smith (dir.), Dictionary of Greek and Roman Biography and Mythology, 1870.
- (es) Gerardo Vidal, Catón el viejo y la primera asimilación romana de la cultura griega, 2002-2003.